# Corridas com obstáculos

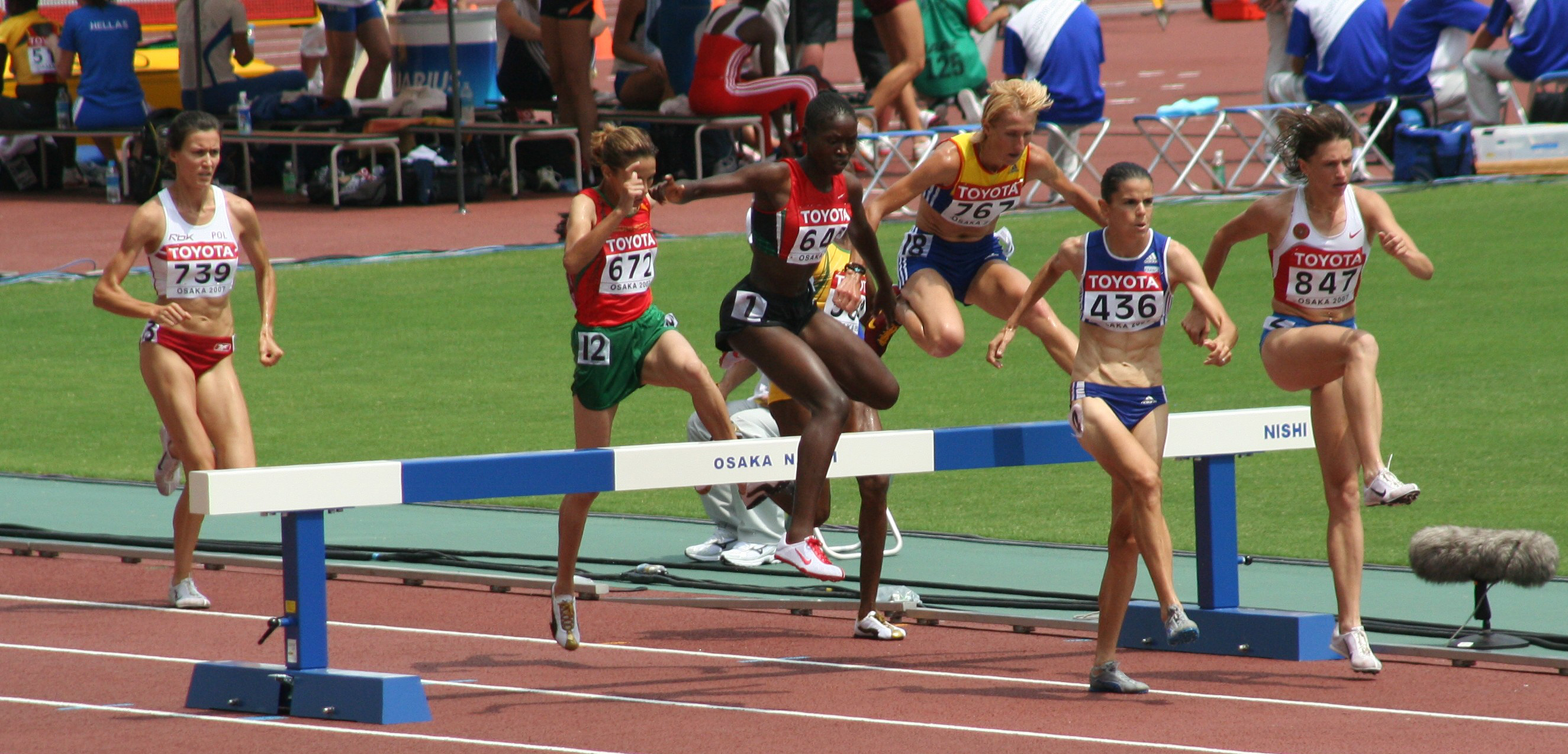
A prova feminina nos campeonatos mundiais de Osaka 2007

As corridas com obstáculos são provas de atletismo que fazem parte do programa olímpico e consistem em corridas que têm no percurso barreiras que os atletas têm que saltar. As provas com obstáculos surgiram na Grécia.
Tem como provas padrão 2000 metros com obstáculos e 3000 metros com obstáculos, sendo essa última prova olímpica masculina e feminina. Cada volta na pista terá 4 obstáculos e 1 fosso de água. No total o atleta terá que saltar 28 vezes sobre os obstáculos e 7 vezes sobre o fosso de água na prova de 3000 metros. Na prova de 2000 metros os atletas terão que saltar 18 vezes sobre os obstáculos e 5 sobre o fosso.

## Obstáculos
Os obstáculos possuem 91,4 cm para provas masculinas e 76,2 para provas femininas. A largura mínima dos obstáculos é de 3,94 m. O obstáculo do fosso deve ter 3,66 m de largura e deve ser fixado ao solo. As barras dos obstáculos terão que ser pintadas com faixas em branco e preto, ou em outras cores fortemente contrastantes. Cada obstáculos deverá pesar entre 80 kg e 100 kg. 
O atleta não poderá passar por baixo dos obstáculos, ou passar pelo lado. Se isso ocorrer ele será desclassificado da prova.
O fosso tem 3,6 x 3,6 m de superfície e fundo inclinado, com profundidade máxima de 76 cm, que vai diminuindo gradualmente até atingir o 
nível da pista. Para passar pela piscina, os corredores costumam se apoiar na barreira para tomar impulso, pulando o obstáculo.